# ماريان كوفاتشيفيتش
ماريان كوفاتشيفيتش (بالألمانية: Marijan Kovačević)‏ هو لاعب كرة قدم ألماني في مركز الدفاع، ولد في 31 أغسطس 1973 في هامبورغ في ألمانيا. لعب مع أدميرا فاكر مودلينغ ونادي أونياو دا ماديرا ونادي دويسبورغ ونادي شتوتغارت ونادي شيروكي برييغ ونادي فولفسبورغ ونادي هامبورغ ويان ريغينسبورغ.

## وصلات خارجية
- ماريان كوفاتشيفيتش على موقع قاعدة بيانات كرة القدم.إي يو (الإنجليزية)
- ماريان كوفاتشيفيتش على موقع بيانات كرة القدم. دي إي (الألمانية)